# Marie Béatrice Abréma
Marie Béatrice Abréma épouse Kétouré est une citoyenne ivoirienne qui a marqué l'histoire en devenant la première femme originaire de la colonie de Côte d'Ivoire à braver les préjugés coloniaux en obtenant son permis de conduire et en conduisant une voiture,. 

## Biographie

### Jeunesse et éducation
Marie Béatrice Abréma, d'ethnie Nzema, est née le 7 février 1926 à Grand-Bassam, dans la Région du Sud-Comoé et morte le 17 septembre 2021 à Abidjan. 
Elle est la cinquième enfant d'Amelan Blé et de Joseph Atta. Elle ne porte pas le nom Atta de son père pour la protéger des éventuels mauvais sorts qui avaient touché les premiers enfants de sa mère, Amelan Blé. 
À l'âge de cinq ans, elle fut confiée à sa grand-tante paternelle, Mamie Gnoan, qui vivait à Half Assinie, au Ghana.
Elle se marie avec Mamadou Kétouré, un riche commerçant français d'origine guinéenne,

## Pionnière de la conduite automobile en Côte d'Ivoire
Marie Béatrice Abréma est connue pour son engagement à devenir la première femme de Côte d'Ivoire à obtenir son permis de conduire et à prendre le volant d'une voiture. À une époque où les femmes étaient souvent dissuadées de s'engager dans des activités considérées comme inappropriées pour leur sexe, elle a courageusement défié les normes sociales prévalentes.
Sa décision de conduire une voiture et de passer son permis de conduire a constitué un acte audacieux qui a contribué à remettre en question les préjugés coloniaux et à ouvrir la voie à d'autres femmes pour suivre son exemple. Son mari, Mamadou Kétouré, un riche commerçant, lui a offert une voiture en 1947, une traction avant, et lui a appris à conduire.
Elle est rapidement devenue une curiosité dans la capitale Abidjan de l'époque car elle était à l'époque la seule femme à conduire sa propre voiture. Même les femmes européennes préféraient se faire conduire par des chauffeurs.
Lorsqu'elle s'est installée à Paris en 1949, elle a voulu passer son permis de conduire pour gagner en autonomie et être en mesure de faire ses courses. Elle a finalement réussi à obtenir son permis de conduire à Nice le 26 avril 1950, à la deuxième tentative.

## Postérité
Dans le domaine de l'automobile et de la mobilité urbaine en Côte d'Ivoire, les femmes ont suivi l'exemple d'Abréma Béatrice en y laissant leurs empreintes, que ce soit dans le domaine du sport automobile avec Kady Engelbert Karamoko, la première femme pilote de rallye en Côte d'Ivoire, de Madame YAO Yvette, qui est devenue la première femme machiniste à la SOTRA, Mademoiselle Blandine Sadia Wongbé, conductrice de minibus communément appelé gbaka sur la ligne Bingerville-Abidjan, ou encore Mademoiselle Golou Edwige Balle, conductrice de taxi communal sur la ligne d'Abobo-Baoulé. Toutes ces femmes sont devenues des pionnières dans un secteur d'activité traditionnellement considéré comme réservé aux hommes.

## Distinctions
Marie-Béatrice Abréman Kétouré obtient plusieurs décorations pour ses actions tout au long de sa vie en France et en Côte d'Ivoire. Elle a été faite commandeur de l'ordre du Mérite ivoirien, grand officier de l'ordre du Bélier PDCI RDA et chevalier dans l'ordre national du Mérite français,.